# クロークス
クロークス（Krokus）は、スイスのロック・バンド。同国で長い歴史を持つ代表的存在。1980年代には北米市場でも成功を収めた。

## 経歴

### 結成期

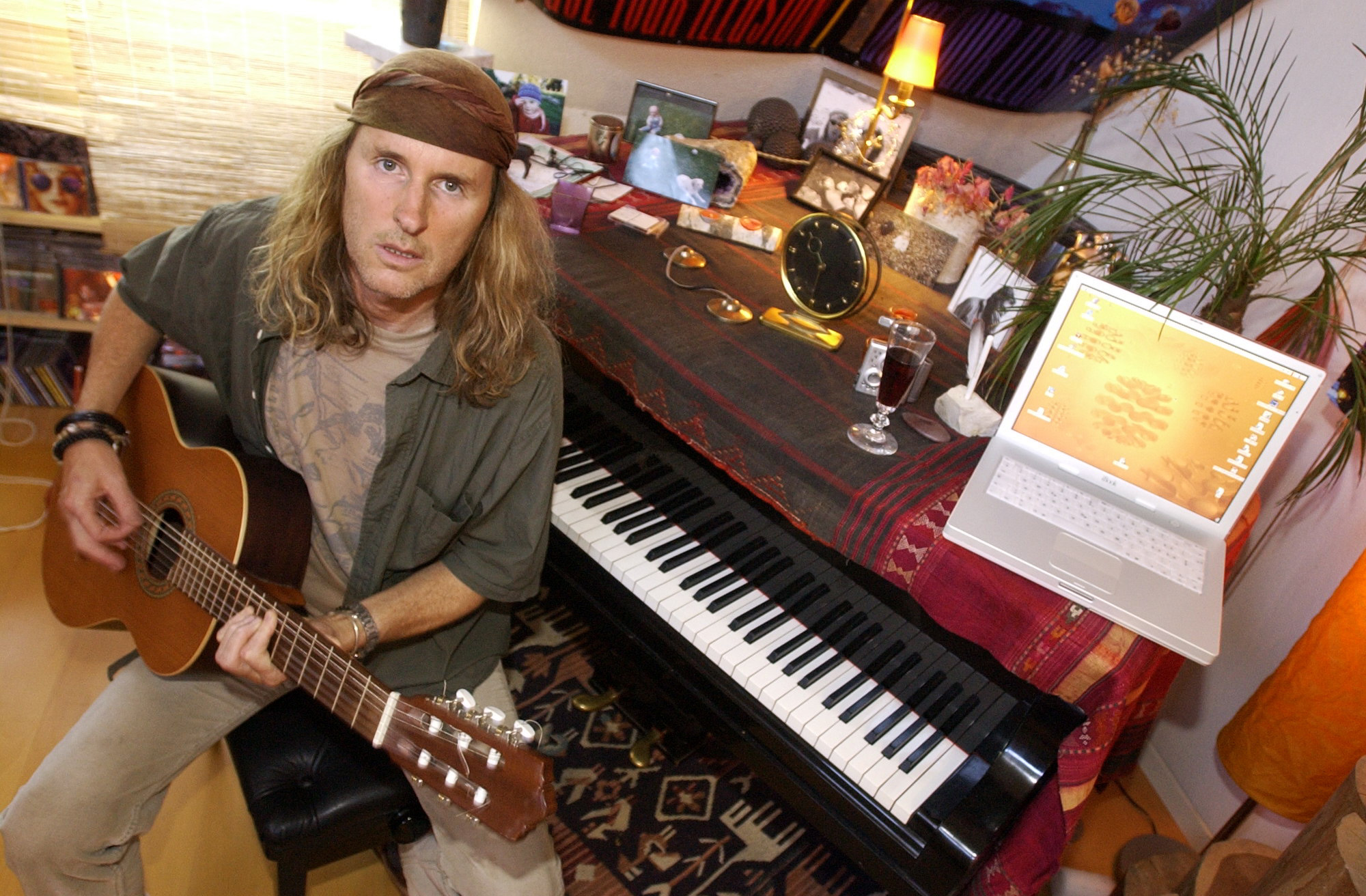
創設者クリス・フォン・ローア

1975年、マルチ・インストゥルメンタル・プレイヤーのクリス・フォン・ローア、ギタリストのトミー・キーファーらによってゾロトゥルンで結成。結成当初はプログレッシブ・ロックを演奏していた。
1970年代後半にローアをリードシンガーに一時期コンバート。この編成でスイス国内をツアーし人気を博す。またこの頃AC/DCのライブを観て衝撃を受け、バンドのサウンドをHR/HM路線に転換することを決めた。しかしローアの声域に限界があり、バンドは新しいリードシンガーを採用することを決定。オーディションの結果、元Eazy Moneyのシンガー、マーク・ストラーチェの加入が決まった。

### ワールドワイドに進出
1980年に新ラインナップでの新作『メタル・ランデヴー』(Metal Rendez-vous) をリリース、同作により、グループはそれまでのスイス国内での人気から、国際的な認知を獲得する。
続く1981年のアルバム『ハードウェア』(Hardware)は、ロンドンのハマースミススタジオでレコーディングされ、収録曲の「イージー・ロッカー」(Easy Rocker) と「ロック・シティ」(Rock City)は、現在でもバンドのセットリストに採り上げられている。
1982年には、新マネジメントの下、ゲス・フーの大ヒット曲のカバー「アメリカン・ウーマン」(American Woman) を含む『ワン・ヴァイス・アット・ア・タイム』(One Vice at a Time) をリリース。当時クロークスは、単なるAC/DCの模倣と見做されることもあったが、これに対しローアは「このアルバムは決してAC/DCのコピーではない」とコメントしている。一部のネガティブな反応にもかかわらず、ヨーロッパにおけるバンドの人気はますます上昇し、アメリカでもその知名度は上がっていった。
1983年の『ヘッドハンター』(Headhunter) は、アメリカでアルバム・チャートの25位まで上昇した上にプラチナアルバムを獲得、商業的にも批評的にもそれまでで最も成功したアルバムとなった。収録曲のパワーバラード「スクリーミング・フォー・ザ・ナイト」(Screaming in the Night) がMTVでヘヴィ・ローテーションとなったほか、ジューダス・プリーストのロブ・ハルフォードが「レディ・トゥー・バーン」(Ready to Burn) でバッキング・ボーカルを担当した。
1984年には、よりコマーシャルな方向に舵を切った『ザ・ブリッツ』(The Blitz)をリリース。スウィートの1973年のヒット曲のカバー「ロックン・ロールに恋狂い」(The Ballroom Blitz) を収録した本作は商業的には大成功を収めたが、プレスには評判がよくなかった。
1986年、80年代半ばからのヘヴィメタル・ブームに乗り、アリス・クーパーのヒット「スクールズ・アウト」(School's Out)のカバーをフィーチャーした『チェンジ・オブ・アドレス』(Change of Address)をリリースしたが、このアルバムは商業的に失敗する。この後アリスタ・レコードからMCAに移籍し、ライブ・アルバム『アライヴ＆スクリーミン』(Alive&Screamin）をリリースした。

### 2000年代以降
2005年、長年リードギタリストを務めたフェルナンド・フォン・アーブが、手首の故障によりバンドを脱退。後任にはマンディ・メイヤーが加入。新ラインナップとなったバンドは2006年に『ヘルレイザー』(Hellraiser)をリリース、スイスでは発売初日にゴールド・ディスクを獲得した。

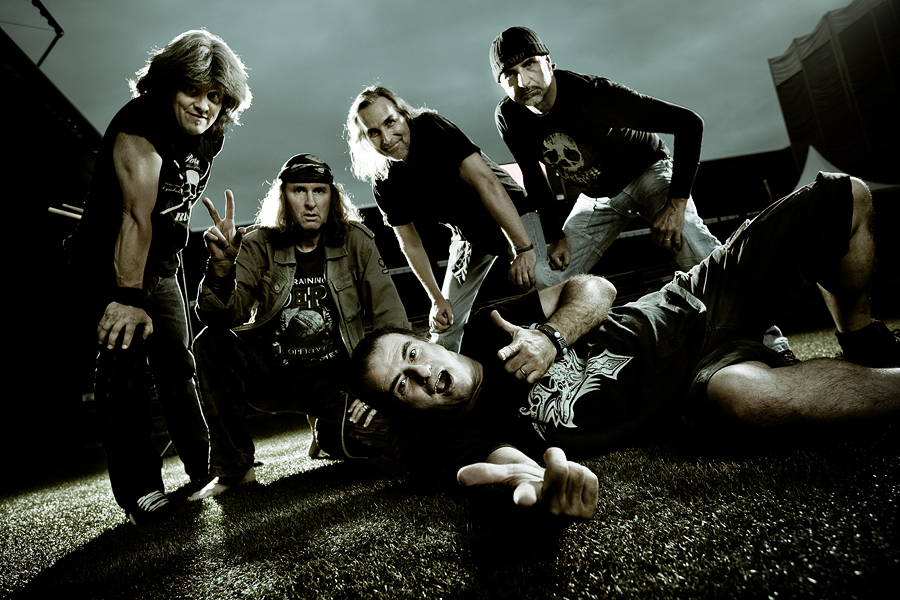
2008年再始動ラインナップ

一時期バンドは活動停止となるが、2007年11月18日、クリス・フォン・ローア、フェルナンド・フォン・アーブ、フレディ・ステディ、マーク・ストラーチェが集まり、スイスのテレビ番組"Die grössten Schweizer Hits"に出演し3曲を演奏した。これがきっかけとなり、2008年8月2日、1982年当時のラインナップでの再結成コンサートが行われた。
2010年、ステッペンウルフの「ワイルドで行こう」(Born To Be Wild)のカバーが収められたスタジオ最新作『フードゥー』(Hoodoo) をリリース。
2018年に解散を表明し、翌2019年よりフェアウェル・ツアー『Adios Amigos Tour』を開始。ツアー途中にコロナ禍の影響で、スケジュールを2021年に延期した。しかし計画は頓挫してしまい、実現することはなかった。
この間に考えを改め、解散の方針を撤回。2024年より結成50周年ツアーを開始した。

## メンバー
※2025年7月時点 

### 現ラインナップ
- マーク・ストラーチェ (Marc Storace) - ボーカル (1979年–1988年、1994年–1999年, 2002年– )
- クリス・フォン・ローア (Chris von Rohr) - キーボード、ベース、ドラムス (1975年–1983年、1986年–1989年、2008年– )
- フェルナンド・フォン・アーブ (Fernando von Arb) - ギター、ベース、キーボード、ボーカル (1976年–2004年、2008年– )
- マンディ・メイヤー (Mandy Meyer) - ギター (1981年、2004年–2008年、2012年– )
- マーク・コーラー (Mark Kohler) - ギター (1982年–1988年、1994年–1999年、2008年– )
- フラビオ・メゾディ (Flavio Mezzodi) - ドラムス (2013年– )

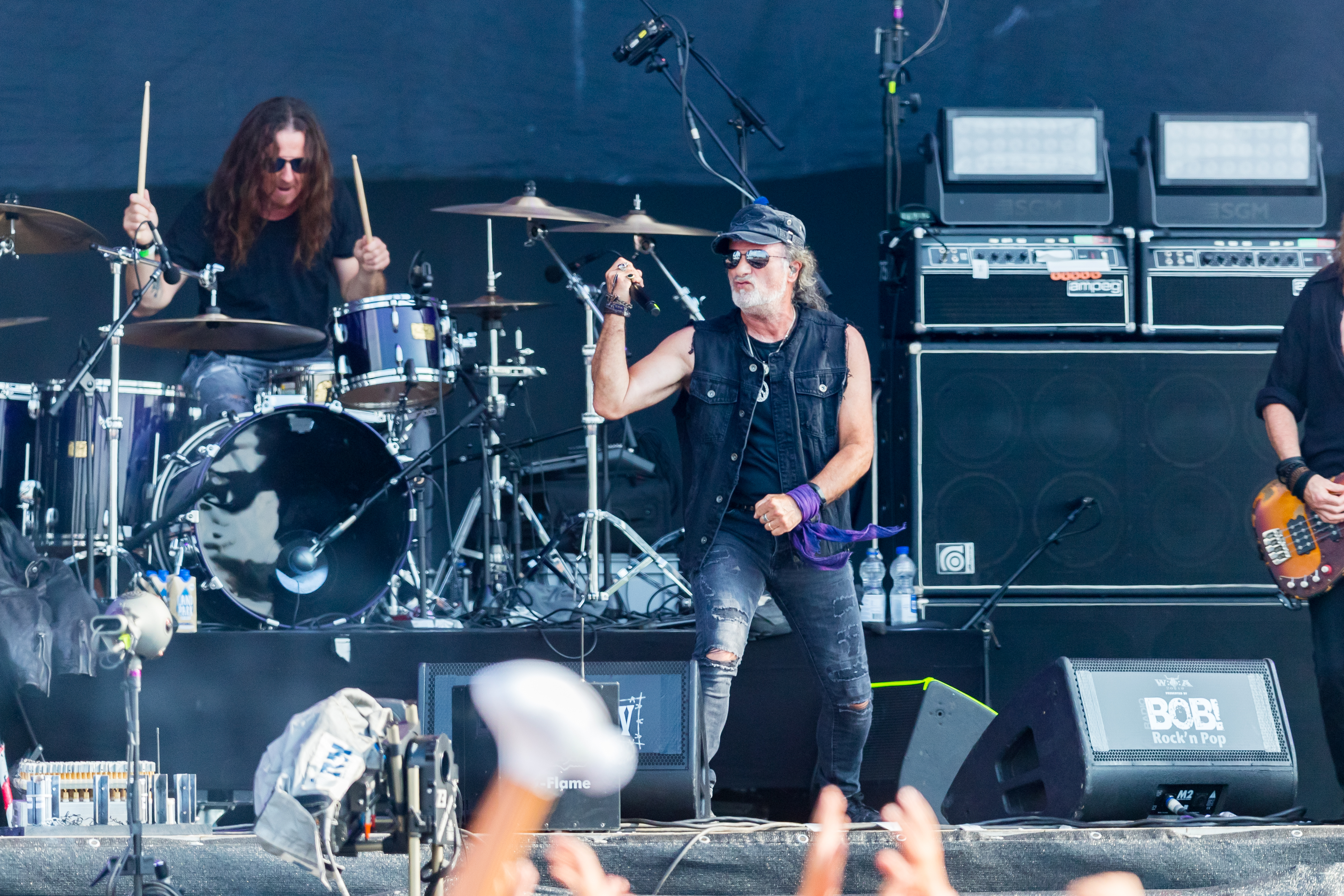
フラビオ・メゾディ(Dr)&マーク・ストラーチェ(Vo)  2019年
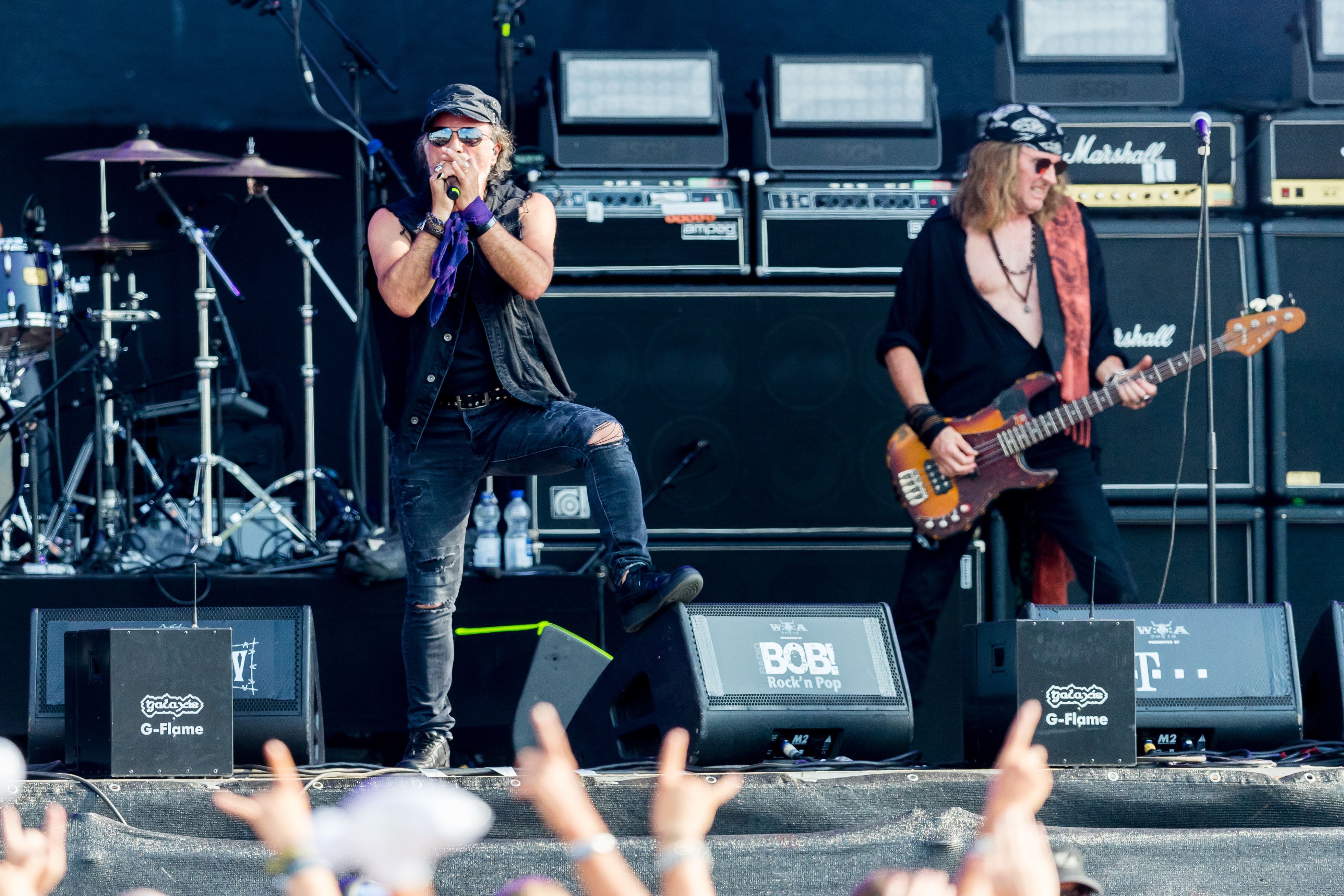
マーク・ストラーチェ(Vo)&クリス・フォン・ローア(B) 2019年
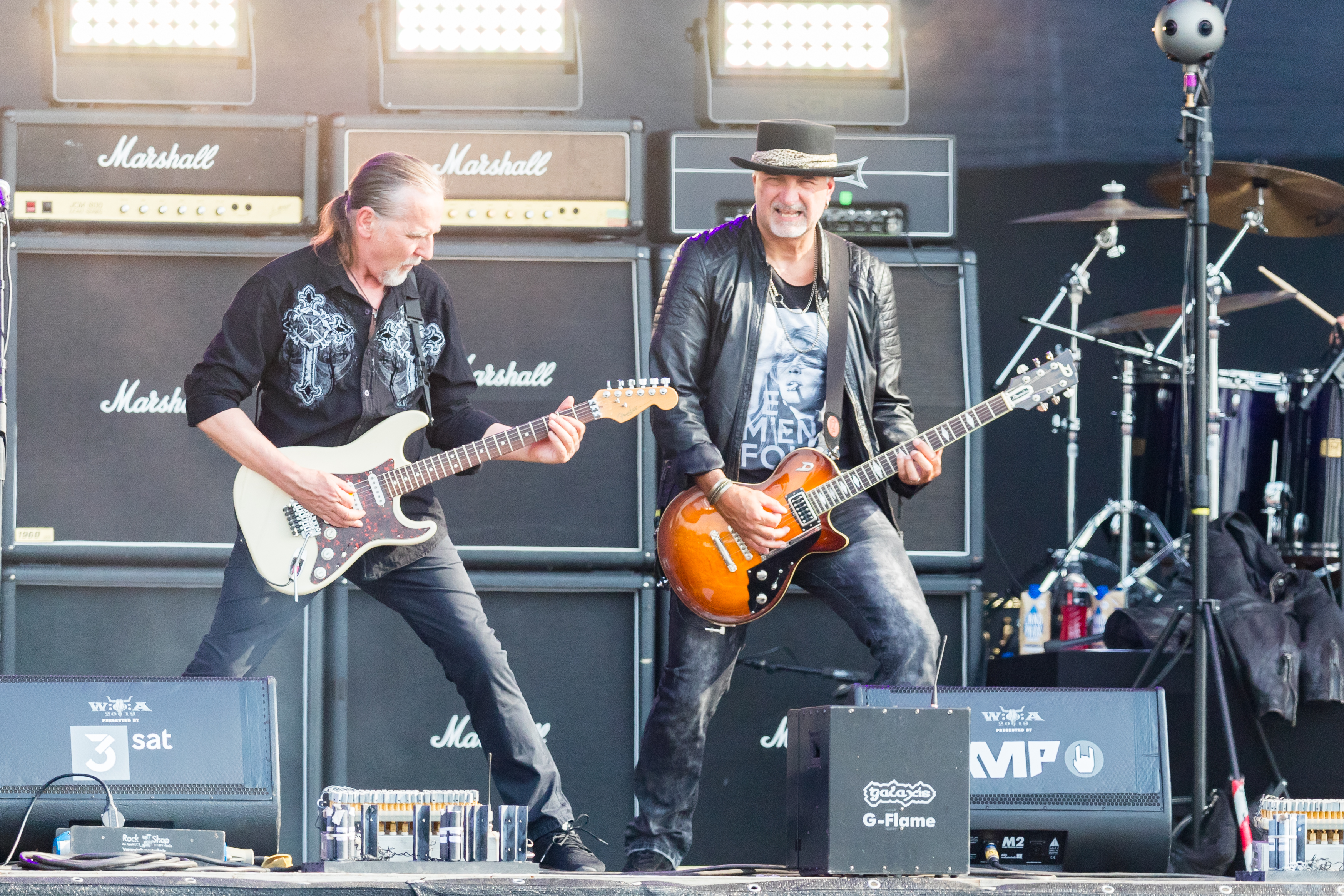
フェルナンド・フォン・アーブ(左G)&マーク・コーラー(右G) 2019年
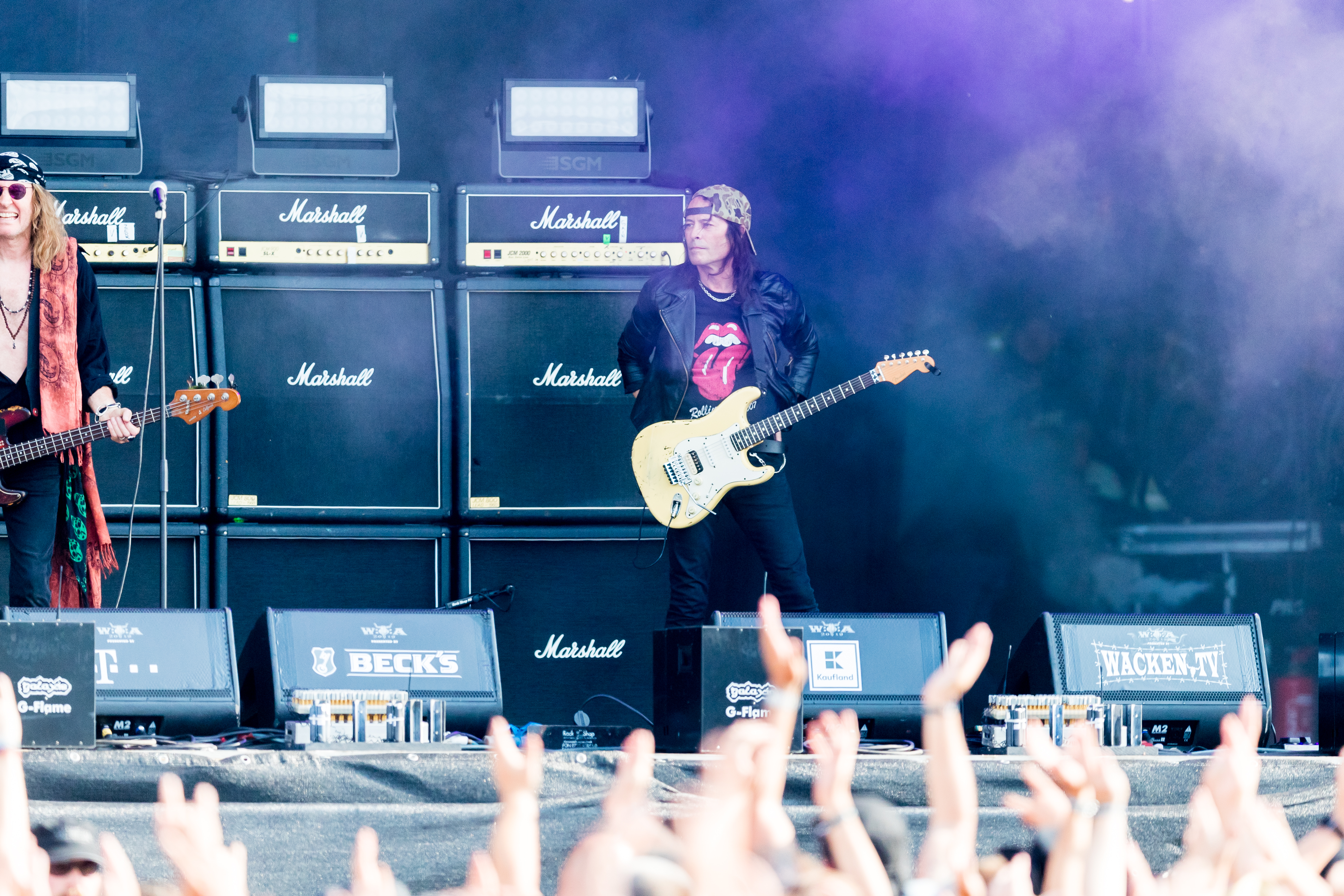
マンディ・メイヤー(G) 2019年

### 旧メンバー
- ピーター・リチャード (Peter Richard) - ボーカル (1975年–1976年)
- トミー・キーファー (Tommy Kiefer) - ボーカル、ギター (1975年–1981年) ※1986年没
- レモ・スパディノ (Remo Spadino) - ベース (1975年–1976年) ※2010年没
- ハンジ・ドロー (Hansi Droz) - ギター (1976年) ※1999年没
- ヨルグ・ネーゲリ (Jurg Naegeli) - ベース、キーボード (1976年–1983年、1989年–1998年)
- フレディ・ステディ (Freddy Steady) - ドラムス (1977年–1983年、1994年–1996年、2008年–2011年)
- ヘンリー・フレス (Henry Friez) - ボーカル (1979年)
- スティーブ・ペース (Steve Pace) - ドラムス (1983年–1984年)
- アンディ・タナス (Andy Tanas) - ベース (1983年–1985年)
- ダグ・ジョンソン (Doug Johnson) - キーボード (1983年–1985年)
- ジェフ・クラベン (Jeff Klaven) - ドラムス (1984年–1986年)
- ポール・フォックス (Paul Fox) - キーボード (1985年–1986年)
- トミー・カイザー (Tommy Keiser) - ベース (1985年–1986年)
- ジャイ・ウィンディング (Jai Winding) - キーボード (1986年–1987年)
- ダニ・クリヴェッリ (Dani Crivelli) - ドラムス (1986年–1989年) ※2013年没
- ドミニク・フェイヴズ (Dominique Favez) - ギター (2003年–2006年)
- ビョルン・ローディン (Björn Lodin) - ボーカル (1988年)
- メニー・モーラー (Many Maurer) - ギター、ベース (1988年–2000年)
- ピーター・マクタンナー (Peter McTanner) - ボーカル (1988年–1994年)
- ピーター・ハース (Peter Haas) - ドラムス (1988年–1994年、1999年–2001年)
- トニー・キャステル (Tony Castell) - ベース、ギター (1988年–1994年、2000年–2008年)
- クリフ・ロジャース (Cliff Rodgers) - ドラムス (1997年–1999年)
- クリフ・センテンス (Carl Sentance) - ボーカル (1999年–2002年)
- クリス・ローパー (Chris Lauper) - ギター (1999年–2000年)
- デイヴ・ステトラー (Dave Stettler) - ギター (2000年–2003年)
- パトリック・アウビー (Patrick Aeby) - ドラムス (2001年–2004年)
- ステファン・シュヴァルツマン (Stefan Schwarzmann) - ドラムス (2004年–2008年)
- デニス・ワード (Dennis Ward) - キーボード (2004年–2008年)
- コスタ・ツァフィリオ (Kosta Zafiriou) - ドラムス (2011年–2013年)

## ディスコグラフィ

### スタジオ・アルバム
- Krokus (1976年)
- To You All (1977年)
- Painkiller / Pay It In Metal (1978年)
- 『メタル・ランデヴー』 - Metal Rendez-vous (1980年)
- 『灼熱のハードウェア』 - Hardware (1981年) UK #44
- 『悪徳のメタル軍団』 - One Vice at a Time (1982年) US #53, UK #28
- 『ヘッドハンター～髑髏の紋章』 - Headhunter (1983年) US #25, UK #74
- 『ザ・ブリッツ』 - The Blitz (1984年) US #31
- 『チェンジ・オブ・アドレス』 - Change of Address (1986年) US #45
- 『ハートアタック』 - Heart Attack (1988年) US #87
- 『スタンピード』 - Stampede (1990年)
- To Rock or Not to Be (1995年)
- Round 13 (1999年)
- Rock the Block (2003年)
- 『ヘルレイザー』 - Hellraiser (2006年) US #200
- 『フードゥー』 - Hoodoo (2010年)
- Dirty Dynamite (2013年)
- Big Rocks (2017年)

### ライブ・アルバム
- Alive & Screamin' (1986年) US #97
- Fire and Gasoline (2004年)

### コンピレーション・アルバム
- Early Days '75-'78 (1980年)
- Stayed Awake All Night - The Best (1987年)
- The Dirty Dozen (1993年)
- Definitive Collection (2000年)
- The Collection (2000年)
- Best Of (2000年)
- Long Stick Goes Boom: The Anthology (2003年)

### シングル & EP
- "Tokyo Nights" (1980年)
- "Heatstrokes" (1980年)
- "Bedside Radio" (1980年)
- "Winning Man" (1981年)
- "Rock City" (1981年)
- "American Woman" (1982年)
- "Save Me" (1982年)
- "Bad Boys Rag Dolls" (1982年)
- "Stayed Awake All Night" (1983年)
- "Screaming tn the Night" (1983年)
- "Midnite Maniac" (1984年) #71 Hot 100, #10 Mainstream Rock Tracks|US Rock
- "Ballroom Blitz" (1984年)
- "Our Love" (1984年) #22 US Rock
- "School's Out (song)|School's Out" (1986年) #67 Hot 100
- "Screaming in the Night (Live)" (1987年)
- "Let the Love Begin" (1987年)
- "Let It Go" (1988年)
- "Wild Love" (1988年)
- "You Ain't Seen Nothin' Yet" (1994年)
- "I Want It All" (2003年)
- "Angel of My Dreams" (2006年)

### ビデオ & DVD
- The Video Blitz (1985年) ※VHS
- Fire And Gasoline (2004年) ※ボーナスDVD
- As Long As We Live (2004年) ※DVD